# Alexander Alexandrowitsch Schurawljow

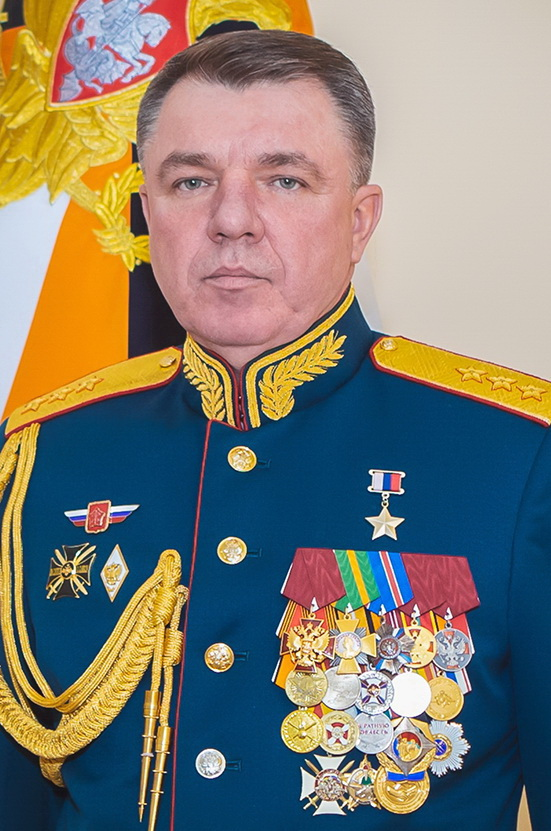
Alexander Alexandrowitsch Schurawljow (2019)

Alexander Alexandrowitsch Schurawljow (russisch Александр Александрович Журавлёв; * 2. Dezember 1965 in Golyschmanowo) ist ein Generaloberst der Streitkräfte Russlands. Während des russischen Militäreinsatzes in Syrien kommandierte er die russischen Streitkräfte in Syrien. Bis Oktober 2022 diente er als Kommandeur des Westlichen Militärbezirks, dem auch die 79. Artilleriebrigade zugeordnet ist, der Kriegsverbrechen im Rahmen des russischen Überfalls auf die Ukraine zur Last gelegt werden.

## Werdegang

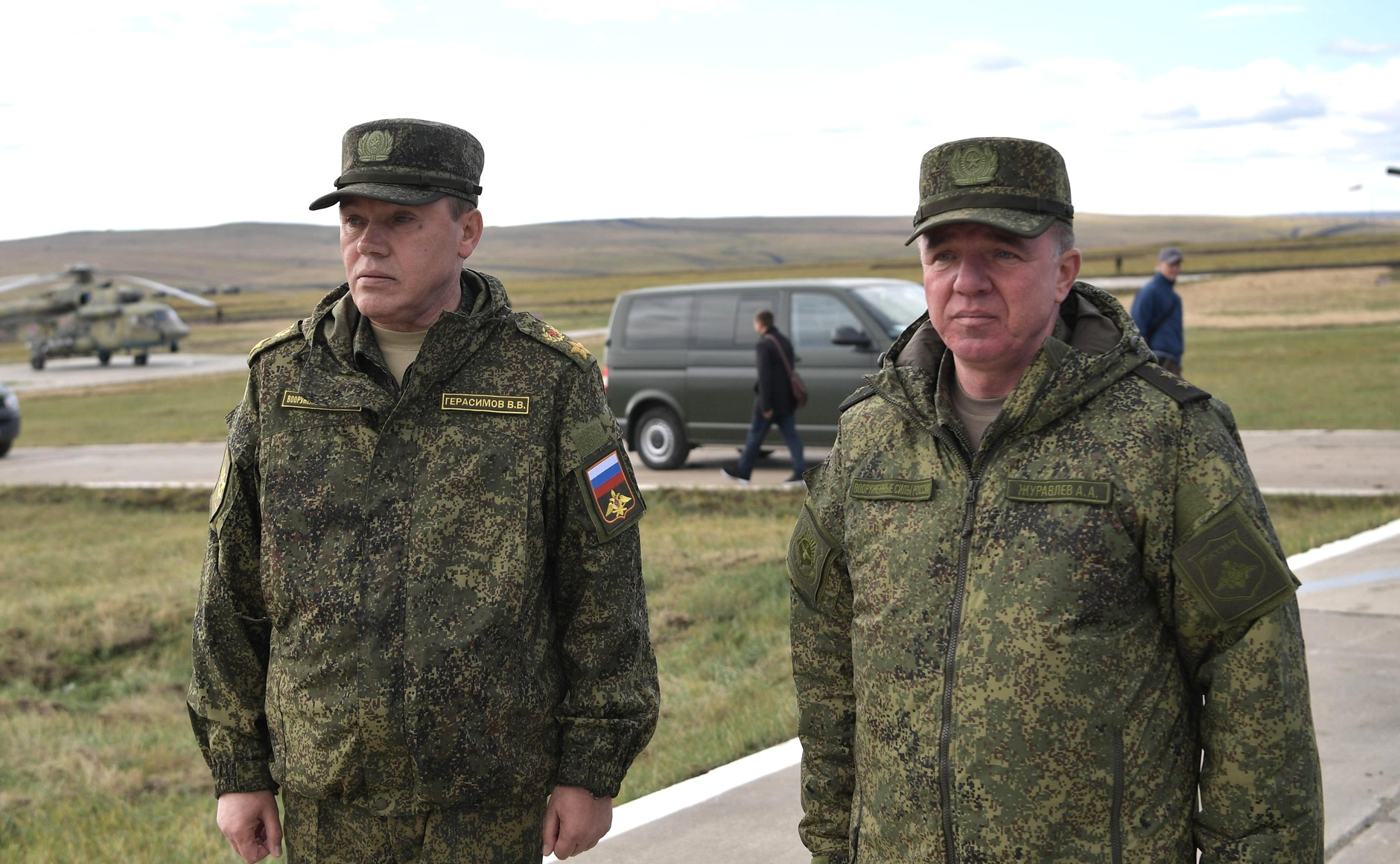
Alexander Schurawljow (rechts) mit dem Kommandanten des Generalstabs Waleri Gerassimow während des Manövers Wostok-2018

Schurawljow trat 1982 seinen Dienst in den Streitkräften der UdSSR an und absolvierte 1986 die Tscheljabinsker Panzerkommandoschule.
Von 1986 bis zur Auflösung der Tschechoslowakischen Sozialistischen Republik (ČSSR) war er in dieser stationiert. Danach erfolgte die Versetzung an die Wolga im Jahr 1991. 1994 wurde Schurawljow dem Militärbezirk Ferner Osten (russisch Дальневосточный федеральный округ) zugeordnet und war dort bis 2006 tätig. Parallel besuchte er die nach dem Marschall der Sowjetunion Rodion Jakowlewitsch Malinowski benannte Militärakademie der Panzertruppen und erhielt dort 1996 seinen Abschluss. Im fernöstlichen Militärbezirk stieg er vom Stabschef eines Panzerregiments zum Kommandeur der motorisierten Infanteriedivision auf.
Es folgte der Besuch der Militärakademie des Generalstabes der Streitkräfte der Russischen Föderation, den Schurawljow 2008 erfolgreich abschloss, und im selben Jahr die Stationierung im Nordkaukasus. Während seines weiteren Dienstes war er ab 2010 dem zentralen Militärbezirk untergeordnet. Dort diente er als Stabschef der 58. Armee und später als Kommandant der 2. Allgemeinen Gardearmee (russisch 2-я гвардейская Краснознамённая общевойсковая армия). 2014 erfolgte die Beförderung zum Generalleutnant und 2015 wurde Schurawljow zum südlichen Militärbezirk disloziert und wurde dort erster stellvertretender Befehlshaber.
Im Juli 2016 wurde Generalleutnant Schurawljow zum Kommandeur der russischen Streitkräfte in Syrien ernannt und löste dort Generaloberst Alexander Dwornikow ab. Während seines Kommandos beteiligte sich die russische Luftwaffe aktiv am Angriff auf Aleppo mit einer besonderen Häufung von September bis November 2016.
Nach seiner Rückkehr aus Syrien wurde Schurawljow zum Generaloberst befördert und zum stellvertretenden Chef des Generalstabs der Streitkräfte der Russischen Föderation ernannt. Für seinen Dienst in Syrien wurde ihm der Titel „Held der Russischen Föderation“ verliehen. Am 22. November 2017 wurde Schurawljow zum Kommandeur des östlichen Militärbezirks ernannt und ersetzte Generaloberst Sergei Surowikin, der als neuer Kommandeur zu den russischen Luftstreitkräften wechselte. Im Januar 2018 übernahm er erneut das Kommando über das Kontingent der in Syrien stationierten russischen Streitkräfte und im September desselben Jahres fand unter Schurawljows Leitung das groß angelegte Militärmanöver „Wostok-2018“ statt. Im Anschluss daran wurde er dann zum Kommandeur des westlichen Militärbezirks ernannt.

## Russischer Überfall auf die Ukraine
Als Kommandeur des Westlichen Militärbezirks befehligte Schurawljow die Truppen, die während des russischen Überfalls auf die Ukraine im Februar 2022 in die Nordukraine einmarschierten. Nach dem Ausbleiben von Erfolgen wurde am 9. April 2022 mit Alexander Dwornikow ein führender Befehlshaber für die gesamte Angriffsstreitmacht ein- und damit auch Schurawljow vorgesetzt. Am 13. Mai berichtete CNN, dass neue Beweise belegen, dass Generaloberst Schurawljow am 28. Februar den Einsatz von 17 Streubomben durch Smertsch-Raketenwerfer durch die 79. Raketenartilleriebrigade gegen zivile Ziele angeordnet hatte. Diese Angriffe trafen drei Wohngebiete in Charkiw und töteten mindestens drei Zivilisten. Human Rights Watch untersuchte den Angriff und kam zu dem Schluss, dass die russischen Streitkräfte mit Smertsch-Raketenwerfern Streumunitionsraketen eingesetzt hatten. Diese Raketen verteilen an Stelle eines Sprengkopfes große Mengen an Submunition oder Bomblets. Diese explodieren oft nicht beim ersten Aufprall und hinterlassen nicht explodierte Blindgänger, die wie Landminen wirken, wenn sie berührt werden. Da sich im Umkreis von 400 Metern um diese Angriffe keine militärischen Ziele befanden und aufgrund der wahllosen Natur dieser Waffen, die in dicht besiedelten Gebieten eingesetzt wurden, bezeichnete Human Rights Watch diese Angriffe als mögliche Kriegsverbrechen.
Ein internationales Abkommen verbietet Streumunition wegen ihrer weitreichenden wahllosen Wirkung und lang anhaltenden Gefahr für die Zivilbevölkerung. Russland und die Ukraine sind keine Vertragsstaaten dieses Abkommens. Am 2. März verwies eine Gruppe von Mitgliedsländern des Internationalen Strafgerichtshofs die Situation in der Ukraine zur Untersuchung an die Staatsanwaltschaft, die daraufhin erklärte, dass unverzüglich Ermittlungen in der Ukraine eingeleitet werden würden.